# Симфония № 10 (Гайдн)
Симфония № 10 ре мажор Hob. I:10 — симфония Йозефа Гайдна. Написана, по мнению Роббинса Лэндона, между 1757 и 1761 годами, предположительно для оркестра графа Морзина, в котором композитор в этот период работал капельмейстером.
Состав оркестра: два гобоя, фагот, две валторны, струнные (1-е и 2-е скрипки, альты, виолончели и контрабасы).

## Структура
1. Allegro
2. Andante (соль мажор)
3. Presto